# 高谷和男
髙谷 和男（たかや かずお、1970年 - ）は、日本テレビ放送網ICT戦略本部部長。

## 人物
- 早稲田大学政治経済学部卒業、1995年日本テレビに入社。
- 元はディレクター、企画、演出などで活躍していたが、その後はバラエティ・音楽番組プロデューサーとして藤井淳、菅賢治、松崎聡男チーフプロデューサーの下で活躍していた。
- 2013年12月には演出担当兼プロデューサー江成真二が番組を離れ「ミュージックドラゴン」と、「LIVE MONSTER」では、プロデューサーを担当している。
- 2014年12月から2015年5月までは番組でプロデューサーから統括プロデューサーに昇格し加藤幸二郎チーフプロデューサーの下で担当していたと同時に制作局専門副部長も兼務だった。
- 主に音楽番組プロデューサーの担当が多い。
- 演出は以前も担当していたが、｢さんま&SMAP!美女と野獣のクリスマススペシャル｣で2013年から再び演出を担当する（2014年は歌演出の担当）。
- 2015年6月から2019年5月までHJホールディングスに出向しHulu編成部長に就任したため担当していた番組を離れる。
- 2019年6月から日本テレビに出戻り、編成局編成部担当部長。
- 2020年10月現在に至る。

## 過去の担当番組
- 企画
  - 真夜中の嵐
- ディレクター
  - 電波少年に毛が生えた 最後の聖戦
  - FUN
  - 輝け!2005年お笑いネタのグランプリ
  - THE M
  - オジサンズ11
- 演出監修
  - 新進気鋭
- 演出
  - 速報!歌の大辞テン
  - アリゾナの魔法
  - ミンナのテレビ
  - ウタワラ
  - 恋歌〜ラブソングス 紀香とマチャミが贈る愛と別れの名曲ベスト
  - 脳天イライラクイズ
  - ものまねバトル
  - おとなの学力検定スペシャル小学校教科書クイズ!
  - 大笑点
  - さんま&SMAP!美女と野獣のクリスマススペシャル
- 編成
  - 読モ!
  - みんなのアメカン
  - ブレインアスリート
  - 雲の上の虚構船
  - どれだけ食えスト
  - ザ・大年表
  - ひるザイル
  - 完コピ!!名曲ダンスNo.1決定戦
  - 不可思議探偵団
  - バカなフリして聞いてみた
  - 5MEN旅
  - 臨死!!江古田ちゃん
  - のどじまん ザ!ワールド
  - ザ・追跡スクープ劇場
  - コレってアリですか?
  - レコ☆Hits!
- 編成企画
  - ショーバト!
  - ネプ&イモトの世界番付
  - スクール革命!
  - ヒルナンデス!
  - 世界一受けたい授業
- プロデューサー
  - 1番ソングSHOW
  - せまソン♪
  - クイズ80
  - 芸能★BANG+
  - ウーマン・オン・ザ・プラネット
  - オトタビ
  - 24時間テレビ 「愛は地球を救う」
  - うたうで! おどるで! THE カヴァ☆コラTV
  - 日テレ系音楽の祭典 ベストアーティスト
- 統括プロデューサー
  - ミュージックドラゴン
  - LIVE MONSTER
  - 今夜くらべてみました
  - 火曜サプライズ
  - バズリズム
  - キャラオケ18番
  - ものまねグランプリ
  - さまぁ〜ずの歌フリ!
  - 人類700万年物語
- 番組企画プロデューサー
  - THE MUSIC DAY
- 制作
  - 乃木坂どこへ
  - DASADA